# 2019年世界水泳選手権タジキスタン選手団
2019年世界水泳選手権タジキスタン選手団は、2019年7月12日から7月28日まで韓国の光州で開催された第18回世界水泳選手権のタジキスタン選手団、およびその競技結果。

## 選手団
- 人員: 選手 4人

## 選手名簿・結果
| 選手                       | 種目              | 予選      | 予選  | 準決勝   | 準決勝   | 決勝     | 決勝     |
| 選手                       | 種目              | 結果      | 順位  | 結果     | 順位     | 結果     | 順位     |
| -------------------------- | ----------------- | --------- | ----- | -------- | -------- | -------- | -------- |
| オリムジョン・イシャノフ   | 男子50m自由形     | 25秒73    | 107位 | 予選敗退 | 予選敗退 | 予選敗退 | 予選敗退 |
| オリムジョン・イシャノフ   | 男子50m背泳ぎ     | 31秒51    | 68位  | 予選敗退 | 予選敗退 | 予選敗退 | 予選敗退 |
| アリジョン・カイルロエフ   | 男子100m自由形    | 58秒36    | 110位 | 予選敗退 | 予選敗退 | 予選敗退 | 予選敗退 |
| アリジョン・カイルロエフ   | 男子50mバタフライ | 28秒81    | 81位  | 予選敗退 | 予選敗退 | 予選敗退 | 予選敗退 |
| アナスタシア・チューリナ   | 女子50m自由形     | 29秒98    | 81位  | 予選敗退 | 予選敗退 | 予選敗退 | 予選敗退 |
| アナスタシア・チューリナ   | 女子50mバタフライ | 33秒17    | 58位  | 予選敗退 | 予選敗退 | 予選敗退 | 予選敗退 |
| エカテリーナ・ボルダチョワ | 女子100m自由形    | 1分10秒13 | 86位  | 予選敗退 | 予選敗退 | 予選敗退 | 予選敗退 |
| エカテリーナ・ボルダチョワ | 女子50m背泳ぎ     | 37秒95    | 46位  | 予選敗退 | 予選敗退 | 予選敗退 | 予選敗退 |